# On demand
On demand (česky „na vyžádání“, „na zavolání“) odkazuje na službu nebo vlastnost, která se zaměřuje na potřeby uživatele pro okamžité uspokojení jeho požadavků nebo poptávek, a na bezprostřednost požadovaného použití. 
Ve většině případů je hodnota návrhu na on-demand služby shrnuta v tom, že uživatel nebo spotřebitel služby se vyhýbá významné finanční investici a místo toho se podílí na „Pay as you go“ plánu; model, který umožňuje on-demand služby, je tedy pro uživatele často výhodnější. Velkou výhodou on-demand řešení je možnost jeho okamžitého používání a často také mnohem nižší náklady oproti klasickému řešení: klasické řešení vyjde v řádu několika stovek tisíc, složité řešení CRM on-demand (SaaS) lze pořídit v řádu několika tisíc (například Salesforce, či CRM Hosting od Microsoftu) a jednodušší řešení počítá s náklady ve stovkách (například KIRA CRM). 
Systémy a procesy na vyžádání musí být flexibilní, protože často podléhají požadavkům v reálném čase. Aby mohly poskytovat plánovanou službu, potřebují plný přístup k potřebným zdrojům. Jsou proto za normálních podmínek účinnější a více integrované než systémy, které neprodukují srovnatelný konečný produkt okamžitě. 
Některé typy on-demand služeb: 
- Video na vyžádání je typ pořizování videa, který umožňuje divákovi, aby měl přístup ihned, jako je například streaming internet nebo pay-per-view televizní nabídky. Příkladem může být například YouTube.
- On-demand software je služba, které poskytuje software ihned. Typickým příkladem je například již zmíněné CRM. Tento typ poskytování software je také často označován jako "software jako služba".
- Tisk na vyžádání (print on demand), také známý jako publikování na požádání, je typ publikování, kdy autoři mohou mít své materiály k dispozici pro tisk bez nákladů na počáteční výdaje.